# José Luis Madrid
José Luis Madrid de la Viña (* 11. April 1933 in Madrid) ist ein spanischer Filmregisseur und Drehbuchautor.

## Leben
Madrid studierte Rechtswissenschaften, schrieb sich dann aber beim Instituto de Investigaciones y Experiencias Cinematográficas ein; auch hier machte er jedoch keinen Abschluss. Sein erstes Engagement beim Film war das des Drehbuchautors für den Film Gayarre im Jahr 1959. In den 1960er und 1970er Jahren schrieb und inszenierte er für zahlreiche spanische und italienische Produktionsgesellschaften über dreißig Filme, meist in gerade angesagten Genres wie Western oder Horrorfilme; für vier war er auch sein eigener Produzent. Daneben gehörten ihm etliche Kinos. Für internationale Produktionen arbeitete er oftmals ungenannt, darunter etliche Male für Artur Brauner. 1984 erschien der letzte Film mit seiner Beteiligung.
In einigen seiner Filme wird er, wie im europäischen Genrekino der Blütezeit üblich, unter englisch klingenden Namen geführt.

## Filmografie (Auswahl)
- 1965: Tumba para un forajido
- 1966: Die ganze Meute gegen mich (La venganza di Clark Harrison)
- 1966: Keinen Dollar für dein Leben (Un dollaro di fuoco)
- 1966: Wer kennt Johnny R.?
- 1967: Der Sarg bleibt heute zu
- 1970: Der Vampir von Schloß Frankenstein (El vampiro de la autopista)